# Johan Dalla Riva
Pas d'image ? Cliquez ici

a Compétitions nationales et continentales officielles uniquement.

Dernière mise à jour le 19 janvier 2012.
Johan Dalla Riva, né le 2 septembre 1978 à Lavaur (Tarn), est un joueur de rugby à XV français qui évoluait au poste d'arrière ou d'ailier.

## Biographie
Il a débuté en sénior au Stade toulousain et est devenu titulaire en Pro D2 au sein de l'éphémère "LT65", le Lannemezan-Tarbes Hautes-Pyrénées, futur TPR. Il a porté les couleurs du Castres olympique et s'est véritablement imposé en Top 14 au sein de l'effectif du CA Brive. Il a porté les couleurs de l'US Montauban et du FC Grenoble. Il termine sa carrière en fédérale 1 au sein de l'effectif de Blagnac puis celui de Lavaur.
Il est issu d'une famille de rugbymen. Son grand-père Alexis Della Riva remporta la finale du championnat de France 1951 avec l'US Carmaux. Son père Jo Dalla Riva, lui, s'adjugea le championnat de France de 2e division 1972, toujours avec le même club. Et son frère Bruno participa à la finale du championnat de France 1991, avec le Stade toulousain.
Ouvreur de formation, il dépanne à l'arrière au Castres olympique, poste où son coup de pied fait merveille. Il se spécialise au poste d'arrière et est recruté par le CA Brive pour y occuper cette position. À son arrivée à Montauban, il joue arrière ou ailier. S'il dépanne comme ouvreur en 2009, il reprend sa position d'ultime défenseur en 2010 et s'y impose définitivement.
En 2022, il revient à l'US Montauban en tant que directeur général.

## Palmarès
Sélections
- International de rugby à 7 (2001-2004)

Avec le Castres olympique
- Challenge Sud Radio :
  - Vainqueur (1) : 2003

Avec le FC Grenoble
- Championnat de France de Pro D2 :
  - Champion (1) : 2012